# Elaeagnus tutcheri
Elaeagnus tutcheri — вид квіткових рослин з родини маслинкових (Elaeagnaceae). Поширення: Гонконг. Росте на висоті ≈ 500 метрів.

## Біоморфологічна характеристика
Це прямовисний кущ. Колючки відсутні; більшість частин густо лускаті. Ніжка листка 6–8 мм; листова пластинка майже кругла або яйцеподібна, 4–8 × 2–3.5 см, бічні жилки 5–7 з кожного боку середньої жилки під кутом 50°–60° до середньої жилки, жилки помітні зверху. Квітки зібрані в коротких кистях або малоквіткових суцвіттях. Трубка чашечки дзвінчаста, 7–8 × ≈ 3 мм; частки яйцеподібні, коротші за трубку. Кістянка циліндрично-яйцеподібна, 1–1.2 см. Цвітіння: листопад і грудень; плодіння: березень.